# Sabino (eremita)
Sabino, Sabinus in latino (Catalogna, ... – Pouey-Aspé, VIII secolo), è stato un eremita nella regione della Bigorre, in Francia, ed è venerato come santo dalla Chiesa cattolica; la sua festa è il 9 ottobre.

## Biografia
Probabilmente originario della Catalogna, Sabino visse un periodo nella regione del Poitou, prima di installarsi nella Bigorre. La sua vita è molto poco conosciuta, tant'è che non si sa situare temporalmente la sua vita se non in un ampio periodo compreso fra il V e il IX secolo. 
Joseph Abbadie, parroco del paese di Saint-Savin, fu autore di una agiografia del santo nella quale la sua nascita è situata fra il VII e il VIII secolo. Sabino sarebbe stato precettore di Forminius, il figlio del conte Hentilius di Poitiers, che esortò a entrare assieme a lui nel monastero benedettino di Saint-Martin de Ligugé. Dopo aver passato tre anni a Ligugé, Sabino si sarebbe in seguito spostato nei Pirenei per evangelizzare la valle del Lavedan, non lontano dal monastero benedettino di Saint-Savin. 
Sabino avrebbe continuato la sua carriera dedicandosi alle mortificazioni e alla contemplazione, per poi allontanarsi dal monastero per condurre una vita solitaria di eremita anacoreta nella valle di Argelès, a Pouey-Aspé, dove avrebbe vissuto tredici anni. 
Alla sua morte, il suo corpo venne trasportato a Saint-Savin per essere venerato.

## Culto
Sabino eremita viene ricordato il 9 ottobre.
(Martirologio Romano)